# 시엘 (록맨 제로)
시엘(Ciel, シエル)은 록맨 제로에서 나오는 등장인물의 일종이다.

## 소개
시엘(シエル)
봉인되었던 제로를 부활시킨 과학자.
성우 : 타나카 리에